# Kanchana Silpa-archa
Kanchana Silpa-archa (en thaï : กัญจนา ศิลปอาชา) née le 15 février 1960 est une femme politique thaïlandaise qui occupe la fonction de chef du parti du développement national thaïlandais d'octobre 2018 à octobre 2022. De 1999 à 2001, elle occupe le poste de sous-ministre de l'Éducation.

## Biographie

### Jeunesse
Kanchana Silpa-archa naît le 15 février 1960 à l'hôpital Chao Phraya Yommarat de Suphan Buri, en Thaïlande. Elle est l'un des trois enfants de l'ancien Premier ministre Banharn Silpa-archa et Jamsai Silpa-archa. Elle est la nièce de l'ancien vice-Premier ministre Chumpol Silpa-archa.
En 1996, elle est traînée hors du champ des caméras par son père alors qu'elle est interviewée par les médias après avoir demandé la démission de celui-ci à la suite d'allégations de corruption et d'incompétence,,.

### Éducation
Kanchana Silpa-archa termine ses études secondaires inférieures à l'école Rajini, puis rejoint l'école Triam Udom Suksa pour ses études secondaires supérieures. Elle obtient son diplôme en statistiques de la Faculté de commerce et de comptabilité de l'Université Chulalongkorn en 1981 avec les honneurs de première classe, puis elle décroche une maîtrise en administration des affaires de l'Université du Wisconsin-Madison en 1983,.

### Carrière politique
De 1995 à 2008, Kanchana Silpa-archa est membre de la Chambre des représentants thaïlandaise en tant que représentante de la province de Suphan Buri. Au cours de la deuxième administration du Premier ministre Chuan Leekpai, elle est nommée sous-ministre de l'Éducation,.
Elle devient membre de l'Assemblée législative nationale en 2006 après le coup d'État.
Lors de la dissolution du Parti de la Nation thaïe le 2 décembre 2008 par la Cour constitutionnelle de Thaïlande en raison d'accusations de fraude électorale, elle est l'une des dirigeants du parti à qui il est interdit de participer à la politique thaïlandaise pendant cinq ans. Après l'expiration de l'interdiction, elle rejoint de nouveau la politique en déposant sa candidature en tant que deuxième représentante de la liste du parti du Développement national thaïlandais.
Le 26 octobre 2018, le parti du Développement national thaïlandais se réunit pour élire son nouveau chef. Kanchana Silpa-archa est nommée pour le poste aux côtés d'un autre membre du parti, Theera Wongsamut. Cependant, Theera décline la nomination, ce qui ouvre la voie à Kanchana pour devenir la nouvelle cheffe du parti. Avant la convention, le nom de son frère, Varawut Silpa-archa, est évoqué pour diriger le parti.